# 1961 na rádio
Nesta página encontrará referências aos acontecimentos directamente relacionados com a rádio ocorridos durante o ano de 1961.

## Nascimentos
| Data          | Nome          | Profissão                                       | Nacionalidade | Observações | Ref |
| ------------- | ------------- | ----------------------------------------------- | ------------- | ----------- | --- |
| 20 de Janeiro | Jorge Kajuru  | jornalista esportivo e apresentador             | Brasil        |             |     |
| 17 de Agosto  | Emílio Surita | radialista, apresentador de televisão e diretor | Brasil        |             |     |

## Mortes
| Data | Nome | Profissão | Nacionalidade | Observações | Ref |
| ---- | ---- | --------- | ------------- | ----------- | --- |